# 汤河 (秦皇岛市)
汤河是一条中国河北省秦皇岛市独流入海的水道，属于海河水系，是冀东沿海诸河之一、秦皇岛市“六河”之一。河流因上游有汤泉而得名，有二源，东源位于抚宁区柳关峪西北，西源位于抚宁区温泉堡方家河村附近，于海港区流入渤海，全长28.5公里，流域面积184平方公里。
汤河有一支流小汤河，对应地，汤河又称大汤河。

## 径流
汤河源短流急，是山溪性河流，有东西二源：东支又名温河，史称张果老河，较西支更大，发源于抚宁区柳观峪村西北，向南流经上平山、徐山口、杨家山等村；西支又名头河，发源于抚宁区温泉堡西南方家河村附近，先向东再向东南流经碾子沟、温泉堡、黑山嘴、北石庄、车庄等村。两河于平山营东南汇合，往南在海阳镇汇合小深港沟、小部落沟、徐家沟、腰子沟，并穿过京哈铁路、京沈公路、津山铁路，最后于海港区白塔岭东南方注入渤海，全长28.5公里，高差1070米，河道全程平均坡度37‰，流域面积184平方公里，最大宽度16公里。
汤河流域的西北源头处于高峻山区，其中在上游温泉堡村有小一型头顶库一座，总库容682万立方米，控制流域面积为25平方公里；中部为地形复杂的丘陵地带；下游南部为海边平原，河道为卵石砂河床，河道平均宽度约400米，坡度7.09‰，其间流量变化大，所挟泥砂、卵砾石多沉淤于河槽，使河槽逐年淤高，形成“半地上河”。汤河多年平均径流量为3015万平方米；雨季暴雨时流量较大，最大洪峰发生于1959年，流量超2000立方米每秒；枯季流量较小，但未出现过断流，在0.05立方米每秒左右。

## 治理

### 拦河坝
秦皇岛水文水资源勘测队于1987年建设汤河水文站，2004年2月因西部工业区用水及农田灌溉用水需要，秦皇岛市于汤河站基下3公里、6公里处修建了两座橡胶坝，坝长分别为180米、200米，高3.2米，分两跨，设一道中墩，有采用蓝色锦纶胶布坝袋覆盖，拦河坝亦有防止海水倒灌、防洪储水等作用。 

### 综合整治
汤河原先水质较差，2002－2003年一度被评级为中国中污染－重污染水质，先后经过多次治理，2004年好转，2010年再次治理，期间秦皇岛市投资8600万元，治理河道3500米，包括河道内清淤、两岸堤防治理、绿化美化景观建设等内容，亦在河上新建了1座桥，在入海口处新建了1座人工岛，此后汤河水质升至清洁水质，2019年汤河亦获选河北省秀美河湖之一。

## 小汤河

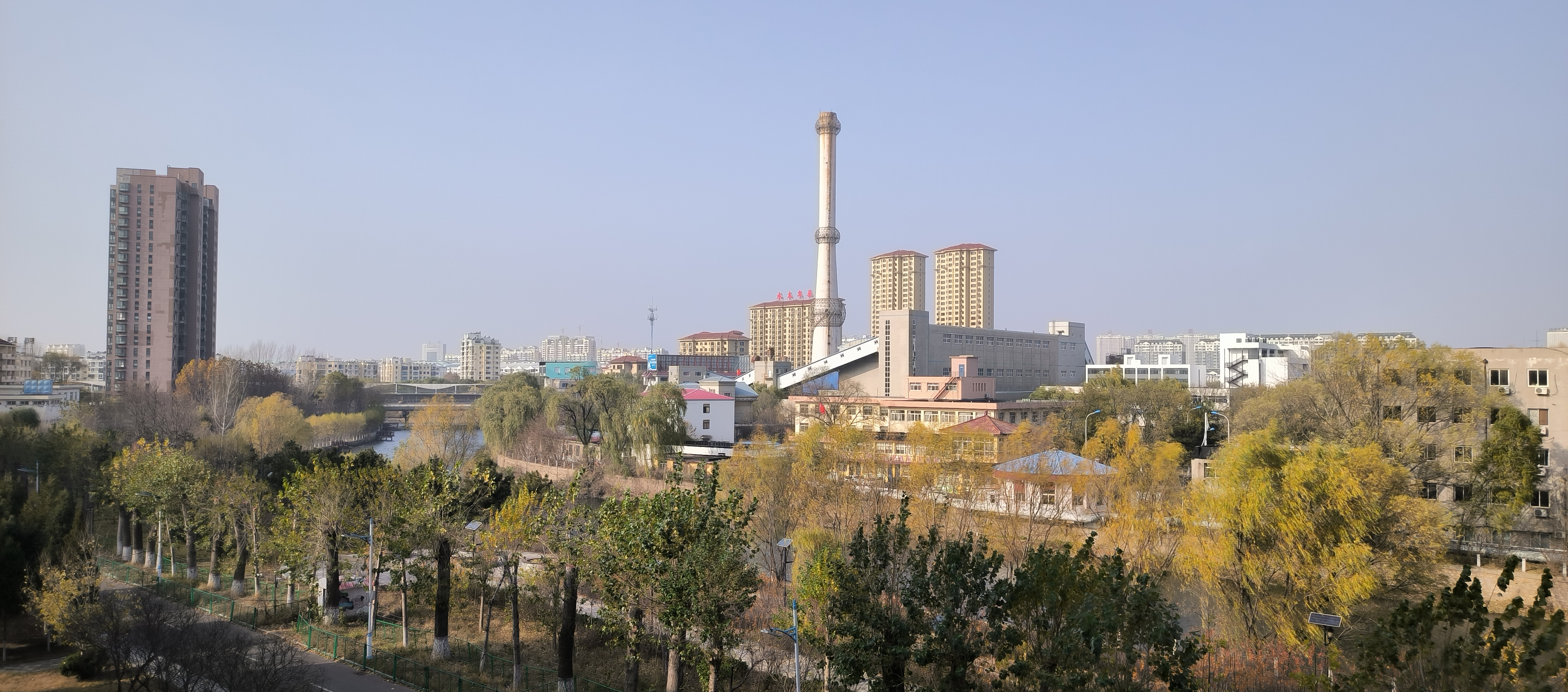
秦皇岛小汤河沿岸

汤河下游西侧亦有小汤河汇入，小汤河发源于抚宁区海阳镇西北苏子峪村，向东南流经鲤泮庄、大里营，有发源于抚宁区烟台山的西支等5条支流，在孟营村附近汇合后向东南流经白塔蛉，穿过津山铁路入渤海，全长17公里，流域面积56.5平方公里。